# Castlevania: Aria of Sorrow
 (décembre 2018).
Si vous disposez d'ouvrages ou d'articles de référence ou si vous connaissez des sites web de qualité traitant du thème abordé ici, merci de compléter l'article en donnant les références utiles à sa vérifiabilité et en les liant à la section « Notes et références ».
Castlevania: Aria of Sorrow, intitulé Castlevania: Akatsuki no Menuetto (キャッスルヴァニア ～暁月の円舞曲, lit. Castlevania: Menuet de l'Aube) au Japon, est un jeu vidéo de type metroidvania développé et édité par Konami, sorti en 2003 sur Game Boy Advance. Il est le troisième opus de la série Castlevania paru sur ce support. Le jeu est produit par Koji Igarashi.
Aria of Sorrow réutilise les nouveaux éléments de jeu introduits par Castlevania: Symphony of the Night.

## Résumé
Le scénario d'Aria of Sorrow est écrit par Koji Igarashi et se poursuit dans l'occurrence suivante de la série : Castlevania: Dawn of Sorrow.
Voici le résumé de la trame principale.
Le joueur contrôle Soma Cruz, un étudiant faisant un échange scolaire au Japon en l'an 2035. Dans la séquence d'introduction du jeu, celui-ci se rend au temple de Hakuba avec son amie Mina Hakuba pour assister à une éclipse solaire totale, mais alors qu'il franchit le portail du temple, il perd connaissance. En se réveillant, un homme habillé en noir se nommant Genya Arikado lui apprend qu'il se trouve, ainsi que son amie, dans le château de Dracula, à l'intérieur même de l'éclipse. Arikado oriente ensuite Sôma vers la salle du trône en lui affirmant que ce ne peut être qu'ici qu'il trouvera les réponses à toutes ses questions ainsi que le moyen de s'évader du château avec son amie.
Il s'ensuit alors un long périple à travers le château où le joueur fera d'abord la connaissance avec Graham Jones, un missionnaire se prétendant être la réincarnation de Dracula, puis avec Yoko Belnades, une sorcière au service de l'Église chargée de traquer Graham. Sôma la sauve d’ailleurs in-extremis au moment où Graham la blesse avec son poignard, sans toutefois lui causer de dégâts mortels. C'est Genya Arikado qui se charge ensuite de la soigner tout en continuant à inciter Sôma à atteindre la salle du trône.
Soma fait également connaissance avec un homme quinquagénaire amnésique se donnant pour nom « J. ». Plus tard, une fois que celui-ci a retrouvé la mémoire, il s’avère n’être autre que Julius Belmont, dernier descendant de l’illustre famille, qui faisait partie du groupe de chasseurs de vampires ayant vaincu Dracula et scellé son château dans l’éclipse en 1999.
Une fois arrivé à la salle du trône, Sôma doit affronter Graham qui, vaincu de la bonne manière, lui révèle que Dracula n'est autre que Sôma lui-même, et que Genya Arikado l'a fait venir dans le château dans l'unique but de le réveiller dans un lieu où ses pouvoirs magiques seraient assez puissants pour contenir le chaos siégeant dans l'âme du Comte Vampire.
Alors que Sôma veut accéder à la zone où est enfermé son chaos, il est arrêté par Julius Belmont qui n'a d'autre choix que de suivre son destin en engageant le combat dans un affrontement épique. Lorsque Julius est vaincu, Sôma reconnaît lui-même que celui-ci l'a épargné dans le dessein de lui laisser une chance d'affronter son chaos. Mais avant de le quitter, Sôma demande à Julius de lui promettre de venir le tuer si jamais il échouait dans son entreprise et devenait la proie des forces du mal, le réceptacle du nouveau Dracula.
Dans la dernière phase de jeu, Sôma doit traverser la zone la plus difficile du jeu jusqu'à atteindre le cœur du château, là où est enfermé le chaos qui corrompt le cœur de Dracula. Une fois celui-ci détruit, la victoire est totale, et Sôma est à jamais libéré de sa malédiction. Sôma et ses amis et alliés s’échappent alors de l’éclipse et se retrouvent sains et saufs au temple de Hakuba.

### Fins
Castlevania: Aria of Sorrow a trois fins possibles. Dans la première, Soma et Mina sortent simplement de l'éclipse,Soma disant qu'il avait l'impression qu'il devait rester au château. Dans la seconde et pire fin, Soma se réincarne en Dracula, et Julius vient l'affronter en disant qu'il est l'heure de tenir sa promesse. Dans la dernière et meilleure fin,Soma et ses amis sortent tous de l'éclipse et vivent normalement.

## Système de jeu
Aria of Sorrow  est un jeu d'action-aventure et de jeu de plates-formes, qui permet de faire évoluer son personnage comme dans un jeu de rôle. À la différence de la plupart des Castlevania, le héros ne manie pas le fouet Vampire Killer mais diverses armes comprenant épées, lances ou haches. Équipé d'un simple poignard en début de jeu, le joueur trouvera au cours de son aventure un équipement de plus en plus puissant et se verra à terme manier des armes légendaires comme l'épée Durandal ou la lance Gungnir. En tuant ses ennemis, Soma acquiert de l'expérience (qui lui permettra de monter de niveau) et plus rarement, l'âme du monstre qu'il a tué et qu'il pourra réutiliser en tant que pouvoir magique. Dans le jeu, chaque monstre possède une âme associée à un sort différent. Certaines âmes, défendues par des boss sont contenus dans des calices que Soma pourra atteindre une fois son gardien vaincu. À terme, l'avatar du joueur montera sans cesse en puissance et lui permettra d'accéder à des zones de plus en plus reculées et bien défendues du château.
Beaucoup de ces zones sont dissimulées et ne nécessitent pas d'être visitées pour finir le jeu. Le jeu dispose d'ailleurs de plusieurs fins distinctes qui sont de plus en plus difficiles à obtenir et qui révèlent des bouleversements de scénario et donnent accès à de nouveaux modes de jeu.

## Accueil
- Jeux Vidéo Magazine : 18/20[1]
- Jeuxvideo.com : 17/20[2]